# ایوان ماتئو
ایوان ماتئو (انگلیسی: Iván Mateo؛ زادهٔ ۴ اوت ۱۹۸۱) بازیکن فوتبال اهل اسپانیا است.
از باشگاه‌هایی که در آن بازی کرده‌است می‌توان به باشگاه فوتبال هرکولس اشاره کرد.